# Villerserine
Villerserine é uma comuna francesa na região administrativa de Borgonha-Franco-Condado, no departamento de Jura. Estende-se por uma área de 2,85 km². Em 2010 a comuna tinha 50 habitantes (densidade: 17,5 hab./km²).